# گرموچی کلیوچ (باشقیرستان)
گرموچی کلیوچ (انگلیسی: Gremuchy Klyuch, Andreyevsky Selsoviet, Ilishevsky District, Republic of Bashkortostan) یک شهرک در شهرستان ایلیشفسکی استان باشقیرستان کشور روسیه است.